# Campora San Giovanni
Campora San Giovanni (Campura San Giuvanni nebo ve starověkém místním dialektu Campura Santu Janni) je město v Itálii, v provincii Cosenza na hranicích s provincií Catanzaro.

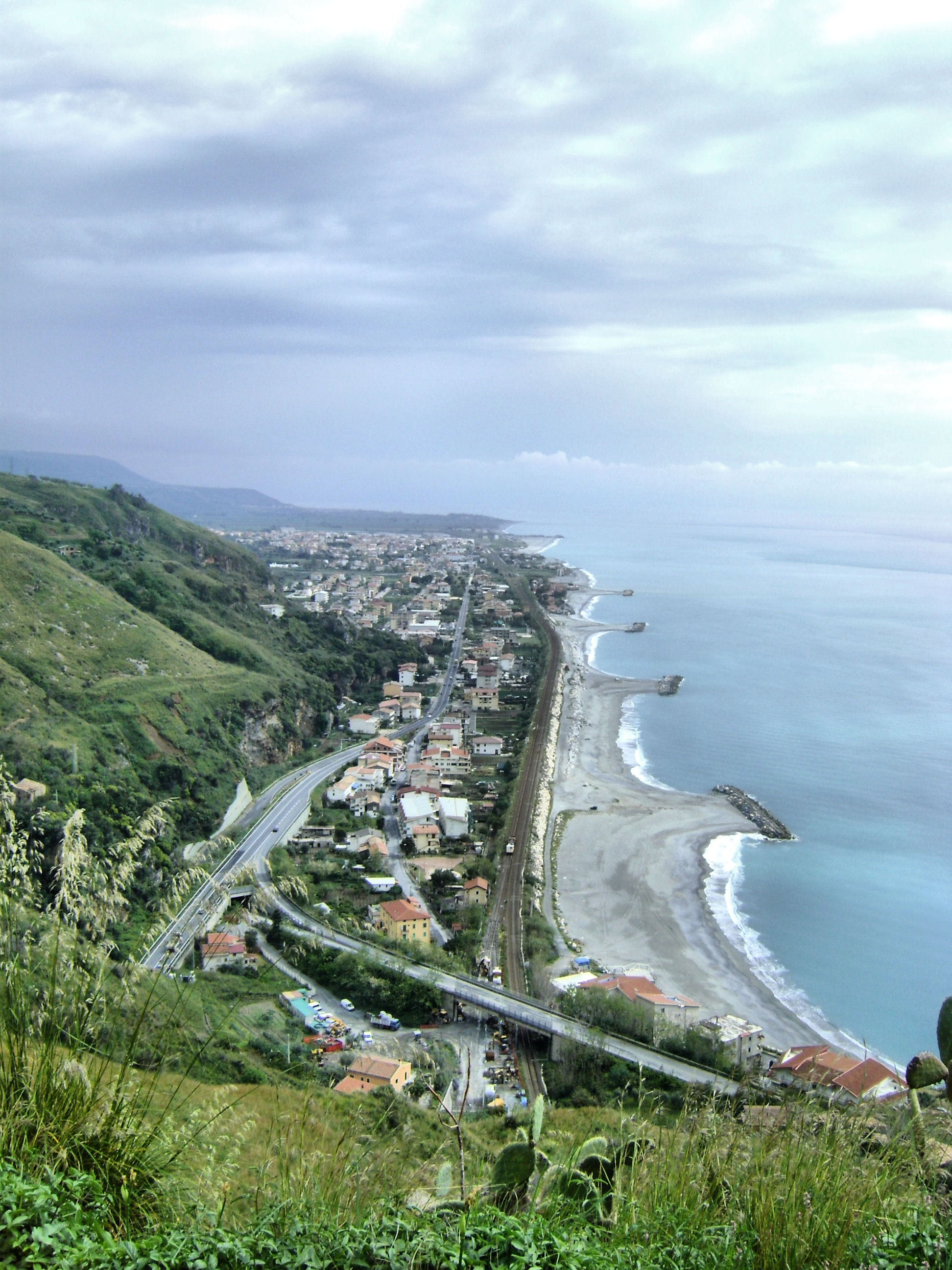
Panorama Campora San Giovanni z osady Strìttùrì

## Geografie
Z Campora San Giovanni se naskytá výhled na pobřeží Tyrhénského moře. Od roku 1950 se obec rozrostla a rozšířila na malé plošině, která se rozkládá v blízkosti pískovitého pobřeží. Tento region je obklopen kopci, které jsou pokryté vinicemi a olivovými háji a jejich mírné svahy nabízejí příjemný pohled. Asi 20 km jižně se nachází záliv Lamezia Terme, na jihovýchodě vystupuje z moře 80 km vzdálená sopka Stromboli, viditelná za jasných dnů. Z přístavu Campora se také lze snadno dostat na Liparské ostrovy.

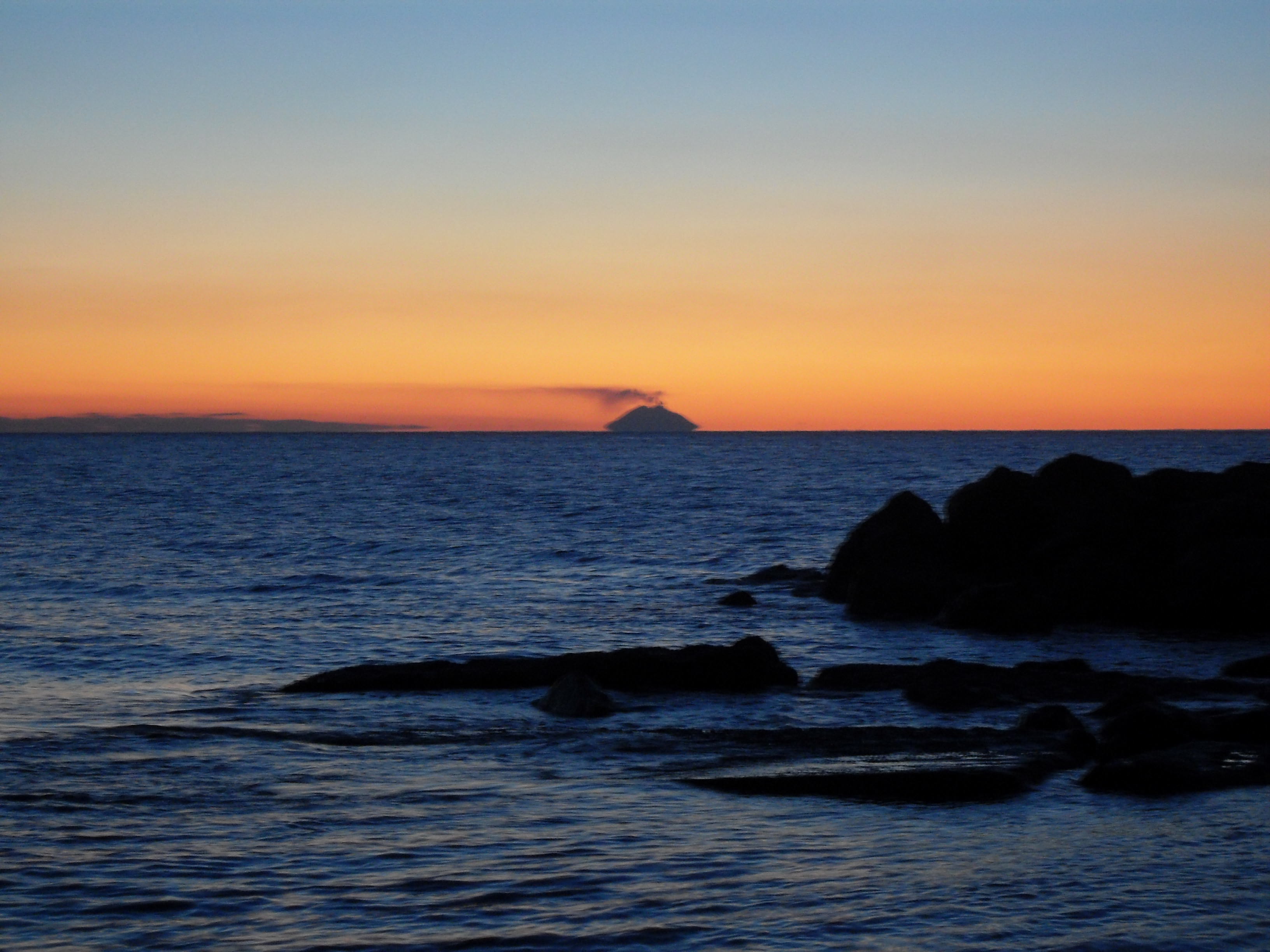
Sopka Stromboli viditelná ze zátoky Campora San Giovanni

## Ekonomika a doprava
Ekonomika je založena na zemědělství a cestovním ruchu. Od roku 1950 se výrazně rozvíjí pěstování červené cibule Tropea, která je ceněna na domácích i na zahraničních trzích. Během posledních 20 let[kdy?] byl vývoz tohoto produktu spolu s dalšími obchodními činnostmi hlavním zdrojem příjmu místního hospodářství.
Městem kromě pobřežní silnice prochází také dálková trať (ferrovia Tirrenica Meridionale) spojující Kalábrii a Sicílii se zbytkem Itálie a Evropou a v Salernu se napojuje na evropský rychlostní koridor (TEN) přes Rakousko do Berlína. Mezinárodní letiště Lamezia Terme (SUF) je vzdáleno 22 km, napojení na italskou dálnici A2 (E45) 8 km.
V obci je také přímořské letovisko a řada pláží. V jižní části byl roce 2003 postaven turistický přístav. Je dobrým počátečním bodem k asi 120 km vzdáleným Liparským ostrovům, které jsou klíčovým prvkem pro infrastrukturu cestovního ruchu.

## Historie

### Moderní dějiny
Po období historického zapomnění došlo v 17. století k přecenění půdy a to díky velkostatkářům ve velké části Amantea, kteří měli původ v oblastech ovládaných korunou v Neapoli. Většina současných usedlostí stále nese jména těchto starých velkostatkářů. V roce 1730 šlechtic sicilského původu markýz Francesco Maria Cozza – příbuzný malíře stejného jména – měl továrnu na hedvábí, která byla postavena v sousedství a ta stále nese jeho jméno. Tím se v oblasti rozvinul i chov bource morušového. Také objednal stavbu kaple zasvěcené sv. Janu Křtiteli (ve starém nářečí Santu Janni). V sousedním Augurato zůstaly stopy architektury z 18. století a to díky místnímu sochaři Vincenzo Torchia z Nocera Terinese. V roce 1756 ukončila továrna na hedvábí svoji činnost bez jakéhokoliv známého vysvětlení a upadla na 130 let do zapomnění.

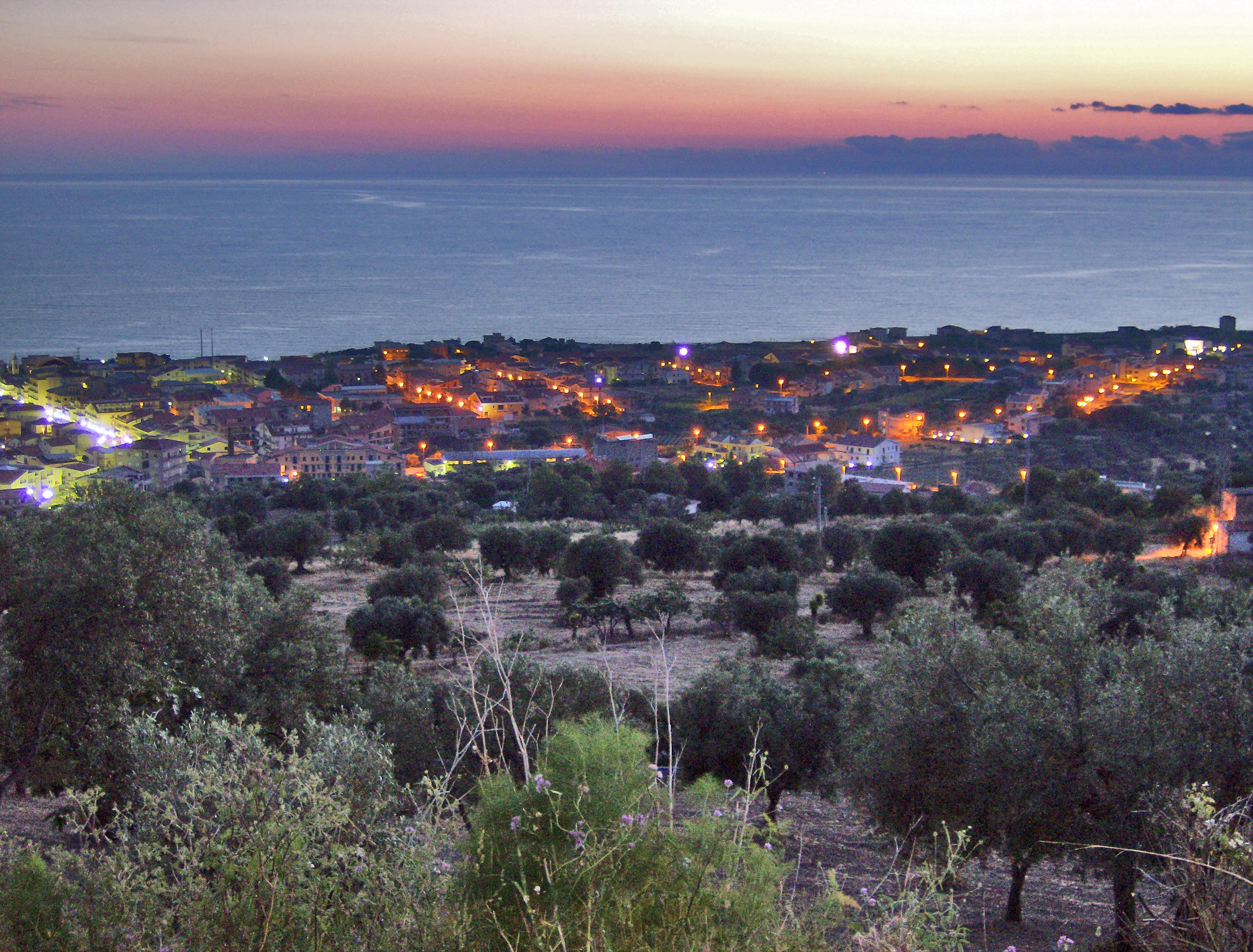
Letní panorama Campora San Giovanni, při západu slunce, z osady Mirabelli, s místní flórou v okolí

### Současnost
Jádro dnešní Campory San Giovanni bylo rozděleno roku 1876 mezi současné městské rady Amantea, Aiello Calabro a Nocera Terinese . V roce 1877 začala první migrace ze sousedních krajů: Cleto, Nocera Terinese, Aiello Calabro, Belmonte Calabro, Lago, Longobardi, San Mango d'Aquino. Přistěhovalci z Bavorska a také z Rakouska-Uherska – mezi nimi několik obchodníků nebo šlechticů, kteří padli do neštěstí. Jedním z nich byl Baron Johann von Paschalis Tief, aristokrat tyrolského původu, který se snažil získat zpět ztracené bohatství svých předků. Prací ve vinařství v oblasti Savuto postupně zbohatl. Po té byl, i díky pomoci dvou, v té době hlavních vlastníků půdy, Cavallo a Mauri, schopný vytvořit první jádro Campora San Giovanni.
Během následujících dvaceti letech, přišly nové migrační vlny z vnitřku území na pobřeží. V roce 1898 získala Amantea území Campora San Giovanni od svých sousedů. Populace se aktivně účastnila první světové války a v letech fašistického režimu mělo území nové reparace.
Stejně jako ve všech italských lokalitách v letech 1950 až 1980, mnoho obyvatel emigrovalo za prací do severní Itálie, Venezuely a na Nový Zéland. Předpokládá se, že přibližně 7000 lidí odešlo v době kratší 30 let.
V roce 1980 začal v Campora San Giovanni ekonomický rozmach, který trval po dobu téměř pěti let, s rozvojem hotelnictví, námořních staveb a pěstováním červené cibule v několika zemědělských družstvech. Po pádu zdi v Berlíně nastal příchod nových migračních vln z východní Evropy.

## Zajímavosti
Věž pozoruhodných rozměrů, datována do 14. století, je jedinou stavbou historické hodnoty. Horní část věže je zdobena korunní římsou. Věž je v místním dialektu nazývána "U Turriune". Nachází se zde také kostel Santa Filomena v Augurato, s tím spojené "Funtana du Peshcaru".

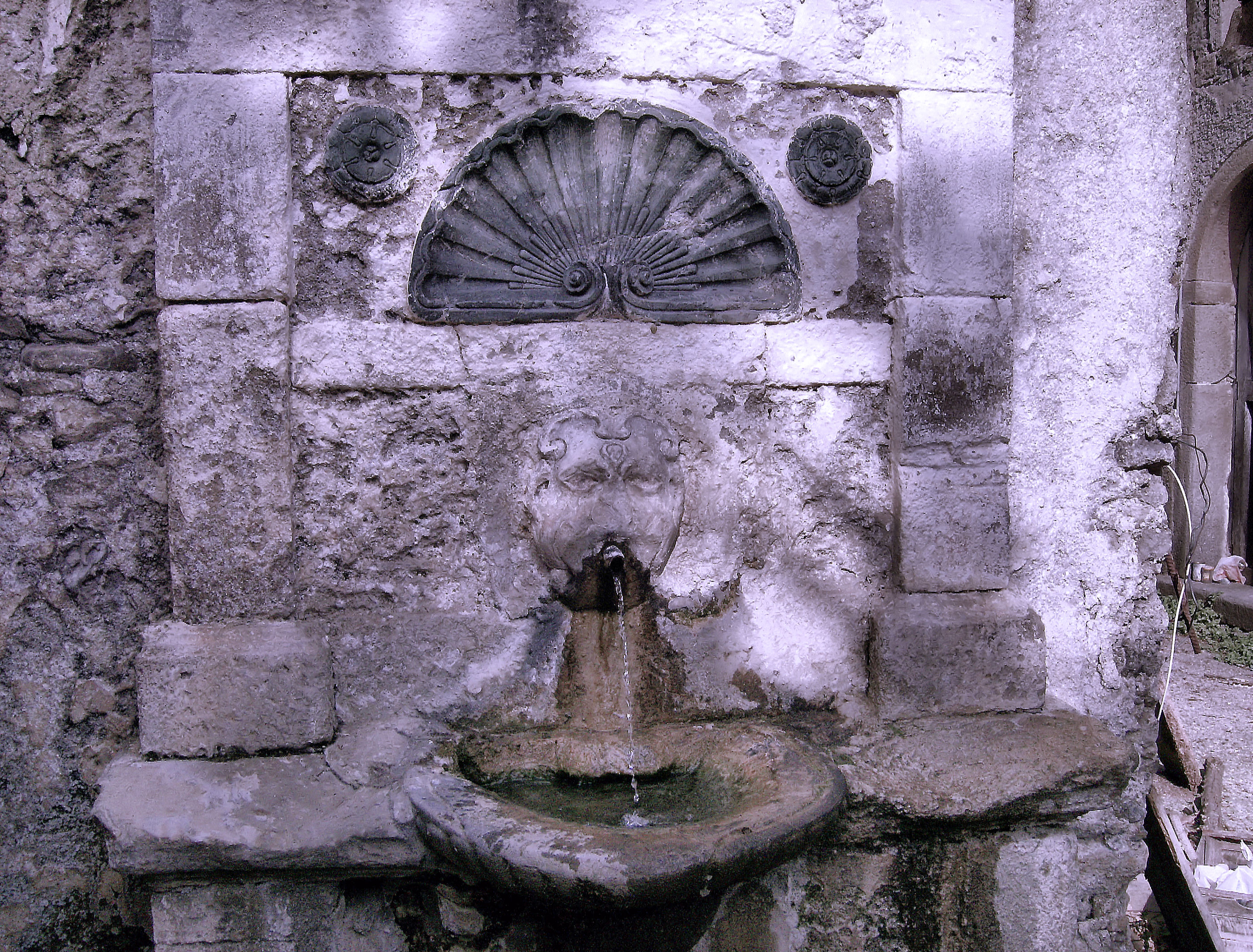
Funtana du Peshcaru (Fontána loutky)

### Dialekt
Místní dialekt je jednou z odnoží kalábrijských dialektů. Tento dialekt ztratil svou originalitu v průběhu času, s jinými slovy přidanými novějšími přistěhovalci.

## Vesnice
Území Campora San Giovanni je rozděleno do následujících vesniček: Augurato, Carratelli, Cologni, Cozza, Cuccuvaglia, Fravitte, Gallo (jižní část), Imbelli, Marano, Marinella, Mirabelli, Oliva, Piana Cavallo, Piana Mauri, Principessa, Ribes, Rubano, Strìttùrì, Villanova.

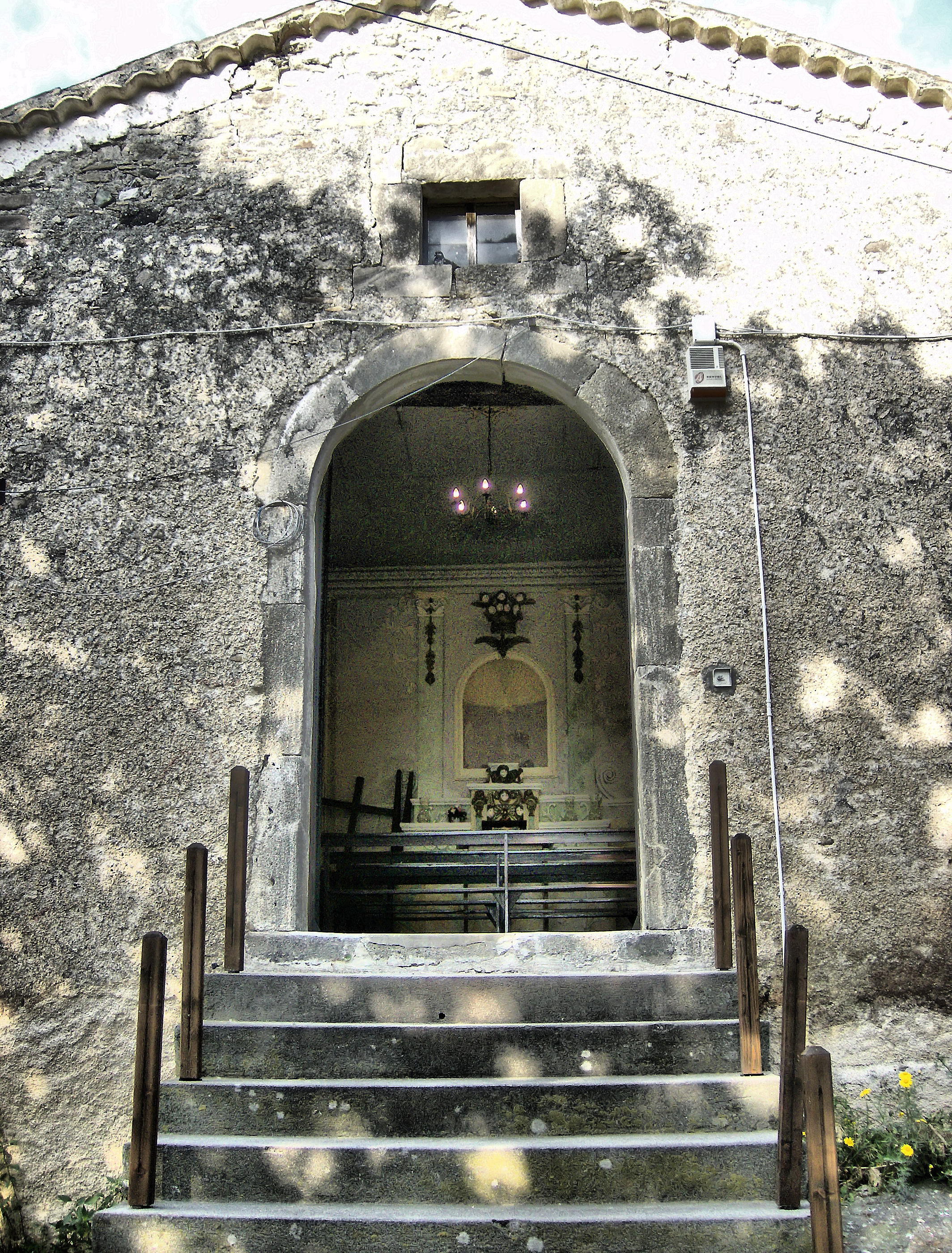
Kostel Santa Filomena na Augurato

## Hlavní památky a akce
Místním patronem je Svatý František z Pauly a jeho svátek se slaví od 1. do 3. září. Během oslav, které lákají četné poutníky z okolních vesnic, ulicemi prochází průvod, který nese ulicemi na ramenou sochu světce.